# Tele Akery
Tele Akery è stata una emittente televisiva italiana, fondata nel 1978 come Tele Acerra. Negli anni novanta cambiò nome e diventò Tele Akery. L'emittente aveva un palinsesto generalista, sport, intrattenimento e programmi sulla canzone napoletana. Fondatore della Tv l'editore Antonio Tagliamonte, fratello di Francesco, ex sindaco di Napoli.

## Storia
L'emittente è stata la prima a lanciare nel proprio palinsesto un notiziario completamente in lingua napoletana chiamato 'A Nutizia.
Dalla seconda metà degli anni '90, l'emittente si specializza in programmi di canzoni classiche napoletane e raggiunge altissimi ascolti, confermati dalle liste dei dati auditel. Tra l'altro iniziano i primi passi a Tele Akery cantanti quali Maria Nazionale, Federico Salvatore, Valentina Stella, Gigi D'Alessio, Gigi Finizio, Luca Maris e altri. Numerosi artisti della grande canzone classica napoletana degli anni '50 sono stati ospiti dei programmi dell'emittente acerrana dedicati al revival: Sergio Bruni, Gloria Christian, Aurelio Fierro, Mario Merola, Nunzio Gallo, Mario Da Vinci, Enzo Di Domenico, Mario Trevi, Giulietta Sacco, Nunzia Greton, Tony Bruni, Enzo Del Forno, Antonio Buonomo, Franco D'Ambra, Laura Grey (Cinzia), Nunzia Marra, Pamela Paris, Nando Paduano, Lello Di Domenico, Mario Maglione e molti altri. Tra gli altri programmi c'erano il Santo Rosario e la trasmissione sportiva del martedì sera Corner condotta da Michele Sibilla.
Tele Akery veniva trasmessa sul digitale terrestre e la piattaforma Sky.
Nel 2015 il segnale di Tele Akery venne spento definitivamente occupando però ancora la sua frequenza, sita all'LCN 92 del canale UHF 34 del mux Julie Italia. Verso la fine del 2016 la frequenza di Tele Akery venne definitivamente oscurata, lasciando posto a La TV dei Tifosi, che fu poi rimossa nell'estate 2018, lasciando la frequenza in mano a Sky 903.